# 鹿島足球場站
鹿島足球場站（日语：／ Kashima Sakkā-Sutajiamu eki */?）是一個位於日本茨城縣鹿嶋市大字神向寺，屬於東日本旅客鐵道（JR東日本）、鹿島臨海鐵道的鐵路車站。

## 概要
此站舊名北鹿島站，因鹿島足球場於1993年竣工啟用，而在1994年改為現名。這座車站是JR東日本鹿島線、鹿島臨海鐵道大洗鹿島線的終點，也是貨物列車專用的鹿島臨港線之起點。
本站為臨時車站，平常所有旅客列車班次都不會停靠，僅在鹿島足球場有舉辦賽事時，才會增停。而貨物列車會於此站進出鹿島臨港線，因此車站設有多股軌道供貨物列車使用。
鹿島足球場站至鹿島神宮站之間路段為JR東日本營運，但除了鹿島臨海鐵道的列車會直通運行到鹿島神宮站以外，JR東日本的列車只行駛到鹿島神宮站，並不直通運行至大洗鹿島線。

## 車站構造
本站是島式月台1面2線（寬5公尺，長100公尺，可停靠5節編組的列車。屋頂刻意採用鹿島足球場的設計）的地面車站。除此以外鹿島線設有留置線、貨物用（鹿島臨港線、大洗鹿島線）的側線和機關車的留置線。

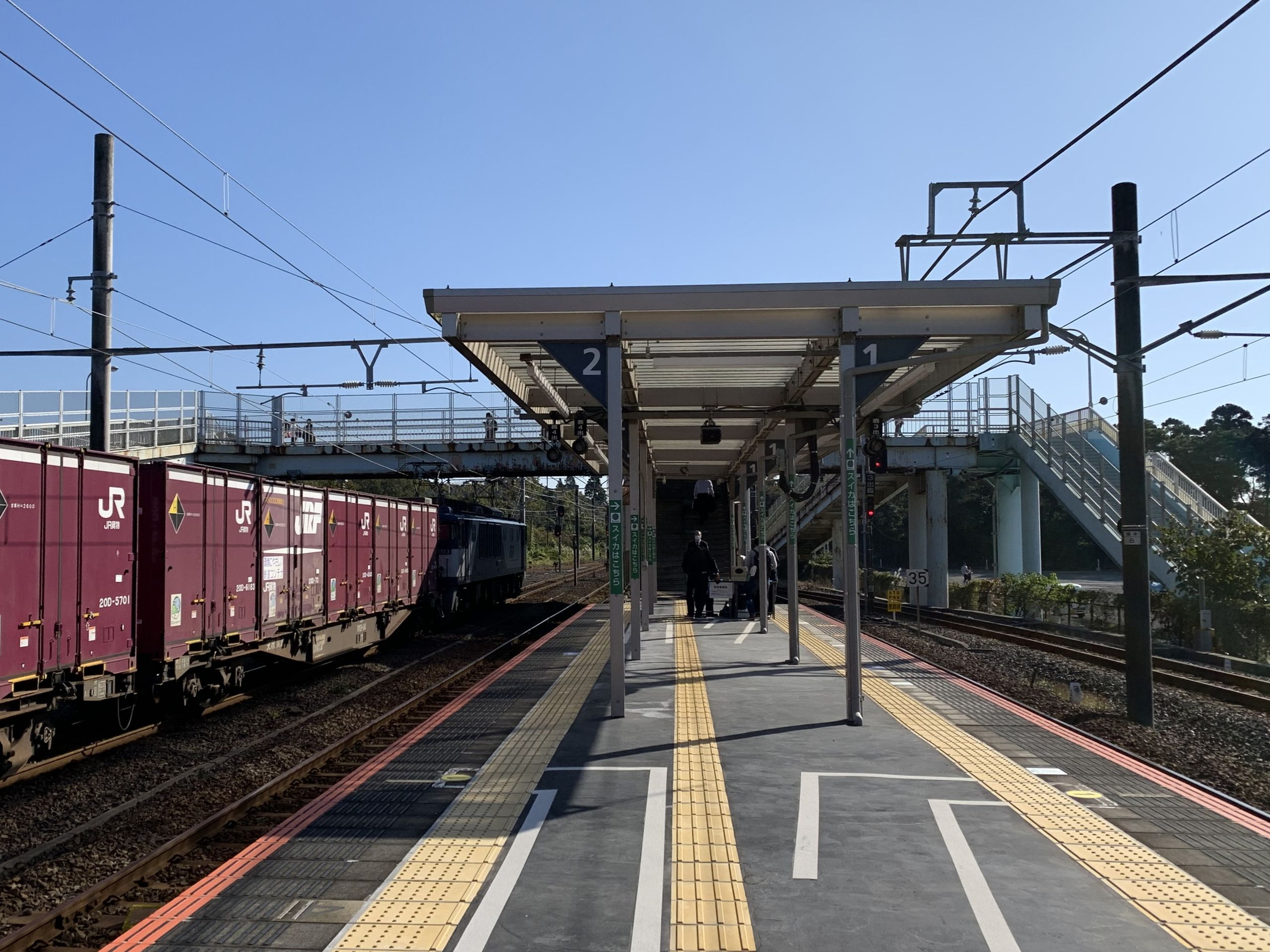
月台（2020年11月）
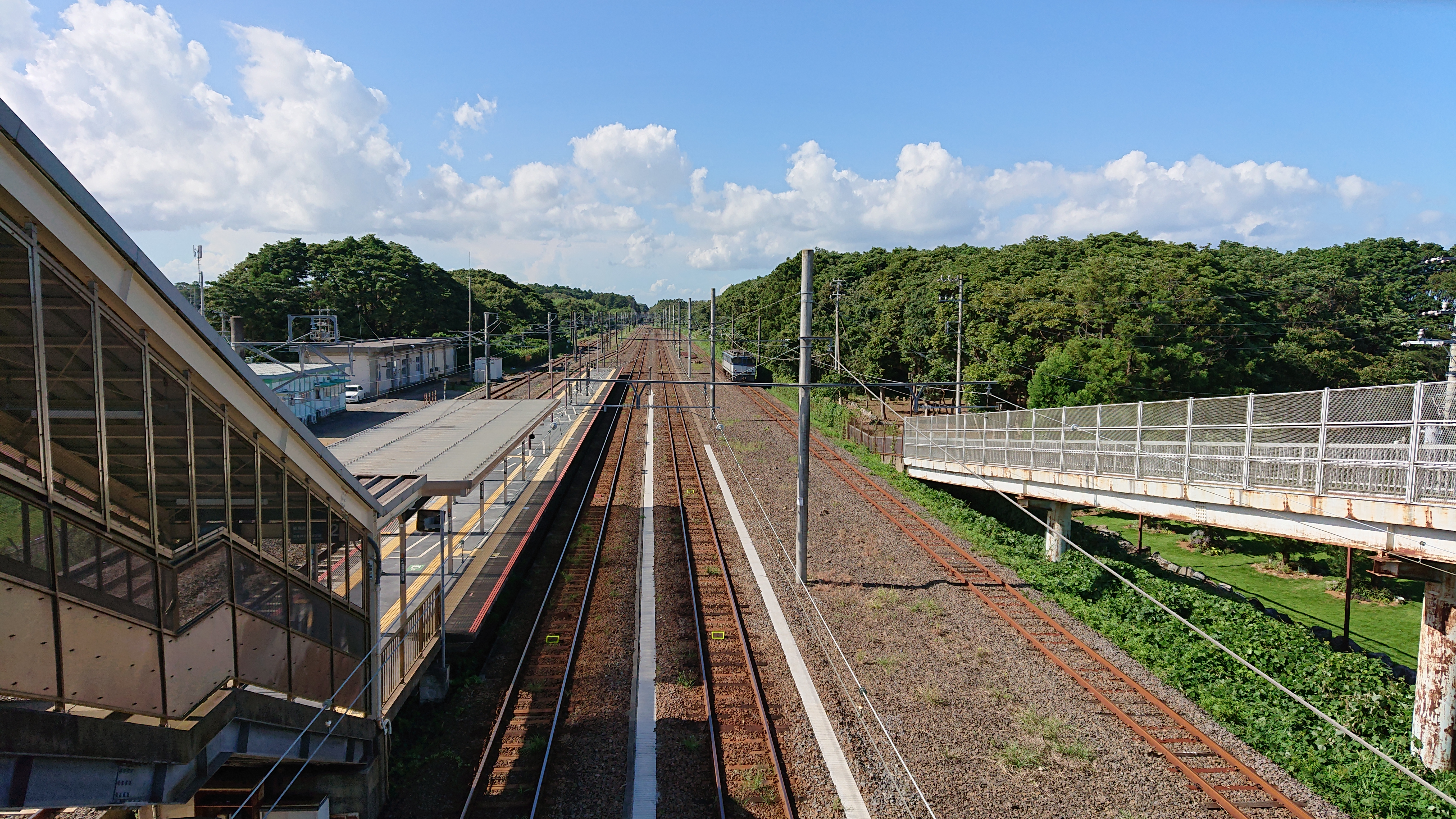
月台遠景（2021年8月）

### 月台配置
| 月台 | 路線        | 方向                   | 目的地         |
| ---- | ----------- | ---------------------- | -------------- |
| 1    | ■大洗鹿島線 | 新鉾田、大洗、水戶方向 |                |
| 2    | ■大洗鹿島線 | 鹿島神宮方向           |                |
| 2    | ■鹿島線     | 鹿島神宮、成田方向     | 臨時列車運行時 |

（來源：JR東日本:車站構內圖（页面存档备份，存于））

## 使用情況
根據JR東日本，2019年（令和元年）度1日平均上車人次為411人。
近年的推移如下表。
| 年度               | 1日平均 上車人次 | 來源            |
| ------------------ | ---------------- | --------------- |
| 2000年（平成12年） | 634              | [ 利用客数 2 ]  |
| 2001年（平成13年） | 614              | [ 利用客数 3 ]  |
| 2002年（平成14年） | 596              | [ 利用客数 4 ]  |
| 2003年（平成15年） | 607              | [ 利用客数 5 ]  |
| 2004年（平成16年） | 571              | [ 利用客数 6 ]  |
| 2005年（平成17年） | 511              | [ 利用客数 7 ]  |
| 2006年（平成18年） | 478              | [ 利用客数 8 ]  |
| 2007年（平成19年） | 496              | [ 利用客数 9 ]  |
| 2008年（平成20年） | 511              | [ 利用客数 10 ] |
| 2009年（平成21年） | 492              | [ 利用客数 11 ] |
| 2010年（平成22年） | 468              | [ 利用客数 12 ] |
| 2011年（平成23年） | 354              | [ 利用客数 13 ] |
| 2012年（平成24年） | 428              | [ 利用客数 14 ] |
| 2013年（平成25年） | 446              | [ 利用客数 15 ] |
| 2014年（平成26年） | 464              | [ 利用客数 16 ] |
| 2015年（平成27年） | 447              | [ 利用客数 17 ] |
| 2016年（平成28年） | 438              | [ 利用客数 18 ] |
| 2017年（平成29年） | 422              | [ 利用客数 19 ] |
| 2018年（平成30年） | 412              | [ 利用客数 20 ] |
| 2019年（令和元年） | 411              | [ 利用客数 21 ] |

## 相鄰車站
東日本旅客鐵道（JR東日本）
■鹿島線
鹿島神宮－鹿島足球場
鹿島臨海鐵道
■大洗鹿島線
荒野台－鹿島足球場－鹿島神宮（鹿島線）
□鹿島臨港線（貨物線）
鹿島足球場－神栖

### 使用情況
1. ↑  . 東日本旅客鉄道.   [2019-07-21]. （原始内容存档于2019-07-05）.
2. ↑  . 東日本旅客鉄道.   [2019-05-27]. （原始内容存档于2019-04-02）.
3. ↑  . 東日本旅客鉄道.   [2019-05-27]. （原始内容存档于2019-02-22）.
4. ↑  . 東日本旅客鉄道.   [2019-05-27]. （原始内容存档于2019-04-02）.
5. ↑  . 東日本旅客鉄道.   [2019-05-27]. （原始内容存档于2019-03-27）.
6. ↑  . 東日本旅客鉄道.   [2019-05-27]. （原始内容存档于2019-02-23）.
7. ↑  . 東日本旅客鉄道.   [2019-05-27]. （原始内容存档于2019-04-02）.
8. ↑  . 東日本旅客鉄道.   [2019-05-27]. （原始内容存档于2019-04-02）.
9. ↑  . 東日本旅客鉄道.   [2019-05-27]. （原始内容存档于2019-04-02）.
10. ↑  . 東日本旅客鉄道.   [2019-05-27]. （原始内容存档于2019-02-22）.
11. ↑  . 東日本旅客鉄道.   [2019-05-27]. （原始内容存档于2019-04-02）.
12. ↑  . 東日本旅客鉄道.   [2019-05-27]. （原始内容存档于2019-04-02）.
13. ↑  . 東日本旅客鉄道.   [2019-05-27]. （原始内容存档于2019-04-02）.
14. ↑  . 東日本旅客鉄道.   [2019-05-27]. （原始内容存档于2019-04-02）.
15. ↑  . 東日本旅客鉄道.   [2019-05-27]. （原始内容存档于2017-02-08）.
16. ↑  . 東日本旅客鉄道.   [2019-05-27]. （原始内容存档于2019-04-02）.
17. ↑  . 東日本旅客鉄道.   [2019-05-27]. （原始内容存档于2019-03-23）.
18. ↑  . 東日本旅客鉄道.   [2019-05-27]. （原始内容存档于2019-03-27）.
19. ↑  . 東日本旅客鉄道.   [2019-05-27]. （原始内容存档于2019-03-25）.
20. ↑  . 東日本旅客鉄道.   [2019-07-21]. （原始内容存档于2019-07-05）.
21. ↑  . 東日本旅客鉄道.   [2020-07-15]. （原始内容存档于2020-07-14）.

## 外部連結
- 車站資訊（鹿島足球場）：東日本旅客鐵道
- 鹿島足球場 | 鹿島臨海鐵道株式會社（页面存档备份，存于）